# Férma (Lassíthi)
Férma, en grec moderne : Φέρμα, est un village du dème d'Ierápetra, dans le district régional de Lassíthi, de la Crète, en Grèce. Selon le recensement de 2011, la population de Férma compte 532 habitants.
Le village est situé à une distance de 11 km à l'est d'Ierápetra.